# Campionato Italiano Rally 2022
Il Campionato Italiano Rally 2022 (chiamato ufficialmente Campionato Italiano Assoluto Rally Sparco 2022) si snoda su 7 gare distribuite su tutto il territorio nazionale.
Da quest'anno le gare saranno tutte su asfalto, per via dello sdoppiamento dei campionati, uno interamente su asfalto e uno interamente su terra (CIRT), come il modello francese.

## Regolamento 2022
Lo sponsor principale rimane Sparco.
Il chilometraggio complessivo delle prove speciali sale a 120 – 126 km su un minimo di 6 prove speciali.
Ricognizioni: tutte in un giorno, max 12 ore
Pneumatici a rally: 14 pneumatici totali mentre nello Junior 10 e a Roma due in più.
Non saranno più ammesse le vetture di classe A8/K11 mentre le "vecchie" WRC (fino al 2016) potranno partecipare alle gare ma in classifica a parte e quindi trasparenti per i campionati.
Gli stranieri – se non iscritti ai campionati – rimangono trasparenti (questo in TUTTI i campionati).  Il punteggio attribuito alla classifica generale di ogni rally rimane quello dello scorso anno: 20/15/12/10/8/6/4/3/2/1. Ci sarà ancora la Power Stage con  3/2/1 punti bonus ai primi tre classificati sulla prova.                                             Ai fine della classifica finale di Campionato varranno tutti i rally meno uno più tutti i punteggi bonus attribuiti dalla Power Stage.

## Calendario
| Tappa | Data           | Rally                                | Sede Rally | Validità               | Coeff. | Vincitore          |
| ----- | -------------- | ------------------------------------ | ---------- | ---------------------- | ------ | ------------------ |
| 1     | 4 - 5 marzo    | Rally del Ciocco e Valle del Serchio | Lucca      | CIAR/CRZ (Zona 6)/CIRP | 1      | Andrea Crugnola    |
| 2     | 8 - 9 aprile   | Rally di Sanremo                     | Sanremo    | CIAR/CRZ (Zona 2)/CIRP | 1      | Fabio Andolfi      |
| 3     | 5 - 8 maggio   | Rally Targa Florio                   | Palermo    | CIAR/CRZ (Zona 8)/CIRP | 1,5    | Damiano De Tommaso |
| 4     | 23 - 25 giugno | Rally di Alba                        | Alba       | CIAR/CRZ (Zona 1)/CIRP | 1      | Nikolaj Grjazin    |
| 5     | 21 - 24 luglio | Rally di Roma Capitale               | Roma       | CIAR/CIRP              | 1      | Damiano De Tommaso |
| 6     | 25 - 28 agosto | Rally 1000 Miglia                    | Brescia    | CIAR/CRZ (Zona 2)/CIRP | 1      | Andrea Crugnola    |
| 7     | 6 - 9 ottobre  | Rally Due Valli                      | Verona     | CIAR/CRZ (Zona 3)/CIRP | 1,5    | Andrea Crugnola    |

## Squadre e piloti

### CIAR Assoluto
| Team - Scuderia                        | Costruttore | Auto                       | Pilota               | Copilota             | Gomma |
| -------------------------------------- | ----------- | -------------------------- | -------------------- | -------------------- | ----- |
| F.P.F Sport - Citroen Racing           | Citroën     | Citroën C3 Rally2          | Andrea Crugnola      | Pietro Elia Ometto   | P     |
| MS Munaretto                           | Skoda       | Skoda Fabia Evo Rally2     | Fabio Andolfi        | Manuel Fenoli        | M     |
| PA Racing - BsSport                    | Skoda       | Skoda Fabia Evo Rally2     | Stefano Albertini    | Danilo Fappani       | P     |
| CR motorsport - Meteo Corse            | Skoda       | Skoda Fabia Evo Rally2     | Damiano De Tommaso   | Giorgia Ascalone     | P     |
| PA Racing                              | Skoda       | Skoda Fabia Evo Rally2     | Tommaso Ciuffi       | Niccolò Gonella      | P     |
| Erreffe Rally Team - Movisport         | Škoda       | Skoda Fabia Evo Rally2     | Giacomo Scattolon    | Giovanni Bernacchini | P     |
| GF Racing - HP Sport                   | Škoda       | Skoda Fabia Evo Rally2     | Christopher Lucchesi | Titti Ghilardi       | M     |
| RO Racing                              | Škoda       | Skoda Fabia Evo Rally2     | Alessio Profeta      | Rosario Merendino    | M     |
| Friulmotor - Hyundai Rally Team Italia | Hyundai     | Hyundai I20 N Rally2       | Giandomenico Basso   | Lorenzo Granai       | P     |
| Movisport                              | Hyundai     | Hyundai I20 N Rally2       | Antonio Rusce        | Giulia Paganoni      | P     |
| Movisport                              | Volkswagen  | Volkswagen Polo GTI Rally2 | Rudy Michelini       | Michele Perna        | P     |

### Classifica campionato piloti assoluta
Classifica aggiornata al 9 ottobre 2022.
| Pos | Pilota               | CIO | SRE  | TFL   | ALB  | RCT  | MMM  | DVL   | Punti  |
| --- | -------------------- | --- | ---- | ----- | ---- | ---- | ---- | ----- | ------ |
| 1   | Andrea Crugnola      | 23  | 18   | 25,50 | 21   | 14   | 23   | 33    | 157,50 |
| 2   | Damiano De Tommaso   | 15  | 14   | 32    | 8    | 23   | 7    | 12    | 111    |
| 3   | Giandomenico Basso   | 12  | 1    | 15    | 10   | Rit. | 12   | 24,50 | 74,50  |
| 4   | Stefano Albertini    | 11  | 10   | 12    | 5    | NP   | 17   | 19    | 74     |
| 5   | Fabio Andolfi        | 4   | 20   | 19    | 18   | Rit. | 8    | NP    | 69     |
| 6   | Tommaso Ciuffi       | 3   | Rit. | 4,50  | 4    | 10   | NP   | 15    | 36,50  |
| 7   | Giacomo Scattolon    | 6   | 8    | 9     | 6    | Rit. | 2    | NP    | 31     |
| 8   | Rudy Michelini       | 10  | Rit. | 1,50  | 2    | NP   | 1    | NP    | 14,50  |
| 9   | Christopher Lucchesi | 0   | 3    | 0     | 0    | NP   | 0    | 9     | 12     |
| 9   | Antonio Rusce        | 1   | 2    | 0     | 1    | 8    | 0    | NP    | 12     |
| 11  | Simone Miele         | NP  | 6    | 0     | Rit. | NP   | NP   | NP    | 6      |
| 11  | Liberato Sulpizio    | NP  | NP   | 0     | Rit. | 6    | Rit. | NP    | 6      |
| 11  | Alessio Profeta      | 0   | 0    | 6     | NP   | NP   | NP   | NP    | 6      |
| Pos | Pilota               | CIO | SRE  | TFL   | ALB  | RCT  | MMM  | DVL   | Punti  |

| Colore  | Risultato                |
| ------- | ------------------------ |
| Oro     | Vincitore                |
| Argento | 2º posto                 |
| Bronzo  | 3º posto                 |
| Verde   | Finito a punti           |
| Blu     | Finito senza punti       |
| Blu     | Non classificato (NC)    |
| Viola   | Ritirato (Rit)           |
| Nero    | Squalificato (SQ)        |
| Nero    | Escluso (ES)             |
| Bianco  | Non ha gareggiato        |
| Bianco  | Iscrizione ritirata (WD) |
| Bianco  | Non partito (NP)         |
| Bianco  | Gara cancellata (C)      |

### Classifica campionato Costruttori assoluta
Classifica aggiornata al 9 ottobre 2022.
| Pos | Costruttore | CIO | SRE | TFL   | ALB | RCT | MMM | DVL   | Punti  |
| --- | ----------- | --- | --- | ----- | --- | --- | --- | ----- | ------ |
| 1   | Škoda       | 20  | 25  | 37,50 | 25  | 27  | 20  | 27    | 181,50 |
| 2   | Citroën     | 15  | 12  | 18    | 18  | 16  | 15  | 22,50 | 116,50 |
| 3   | Hyundai     | 11  | 2   | 12    | 12  | 0   | 10  | 18    | 65     |
| 4   | Volkswagen  | 6   | 4   | 4,50  | 0   | 0   | 1   | 0     | 15,50  |
| 5   | Peugeot     | 0   | 1   | 0     | 0   | 0   | 0   | 0     | 1      |
| Pos | Costruttore | CIO | SRE | TFL   | ALB | RCT | MMM | DVL   | Punti  |